# To France
Singles de Mike Oldfield
Crime of Passion (en)
(1983) Tricks of the Light (en)
(1984)
Pistes de Discovery
Poison Arrows
(2)
To France est une chanson écrite, composée et interprétée par le musicien britannique Mike Oldfield accompagné par la chanteuse écossaise Maggie Reilly. Sortie en single le 16 juin 1984, elle est extraite de l'album Discovery.
Elle connaît le succès dans plusieurs pays d'Europe et devient numéro 1 du classement musical français de l'IFOP le 14 octobre 1984, peu avant la création du Top 50 en novembre 1984. 
Les paroles font allusion à la vie de Marie Stuart.

## Liste des pistes
45 tours
1. To France - 4:33
2. In the Pool (instrumental) - 3:40

Maxi 45 tours
1. To France (version longue) - 5:32
2. In the Pool (instrumental) - 3:40
3. Bones (instrumental) - 3:19

## Classements hebdomadaires
| Classement (1984)                      | Meilleure position |
| -------------------------------------- | ------------------ |
| Allemagne (Media Control AG)           | 6                  |
| Australie (Kent Music Report)          | 97                 |
| Autriche (Ö3 Austria Top 40)           | 9                  |
| Belgique (Flandre Ultratop 50 Singles) | 2                  |
| France (IFOP)                          | 1                  |
| France (SNEP)                          | 23                 |
| Italie (FIMI)                          | 12                 |
| Pays-Bas (Single Top 100)              | 4                  |
| Royaume-Uni (UK Singles Chart)         | 48                 |
| Suisse (Schweizer Hitparade)           | 7                  |

## Version de Maggie Reilly
En 1996, Maggie Reilly enregistre une nouvelle version dans son album Elena. Plusieurs remixes dance sont réalisés et publiés en CD maxi en 1997 sous le nom de M.R. Le disque se classe dans plusieurs hit-parades européens.

### Classements hebdomadaires
| Classement (1997)            | Meilleure position |
| ---------------------------- | ------------------ |
| Allemagne (Media Control AG) | 19                 |
| Autriche (Ö3 Austria Top 40) | 17                 |
| Pays-Bas (Single Top 100)    | 53                 |
| Suisse (Schweizer Hitparade) | 22                 |

## Version de Novaspace
Le groupe allemand d'eurodance Novaspace (en) reprend To France avec succès en 2002.  

### Classements hebdomadaires
| Classement (2002)            | Meilleure position |
| ---------------------------- | ------------------ |
| Allemagne (Media Control AG) | 27                 |
| Autriche (Ö3 Austria Top 40) | 23                 |
| Pays-Bas (Single Top 100)    | 40                 |
| Suisse (Schweizer Hitparade) | 83                 |

## Autres versions
D'autres artistes ont repris la chanson,:
- En 1996, le groupe de power metal Blind Guardian sur la compilation The Forgotten Tales.
- En 2007 la version du projet DJ Mark with A K, Felix Project and Anonymous present The Highstreet Allstars se classe 33e aux Pays-Bas[22].
- En 2011 le groupe de metal symphonique Leaves' Eyes sur son album Meredead (en).
- En 2011, Kim Wilde dans son album de reprises Snapshots.
- Également en 2011, Nolwenn Leroy la reprend dans la réédition de Bretonne.
- En 2015, le groupe allemand Santiano sous le titre Lieder der Freiheit.